# Chiesa di Santa Maria della Reggia

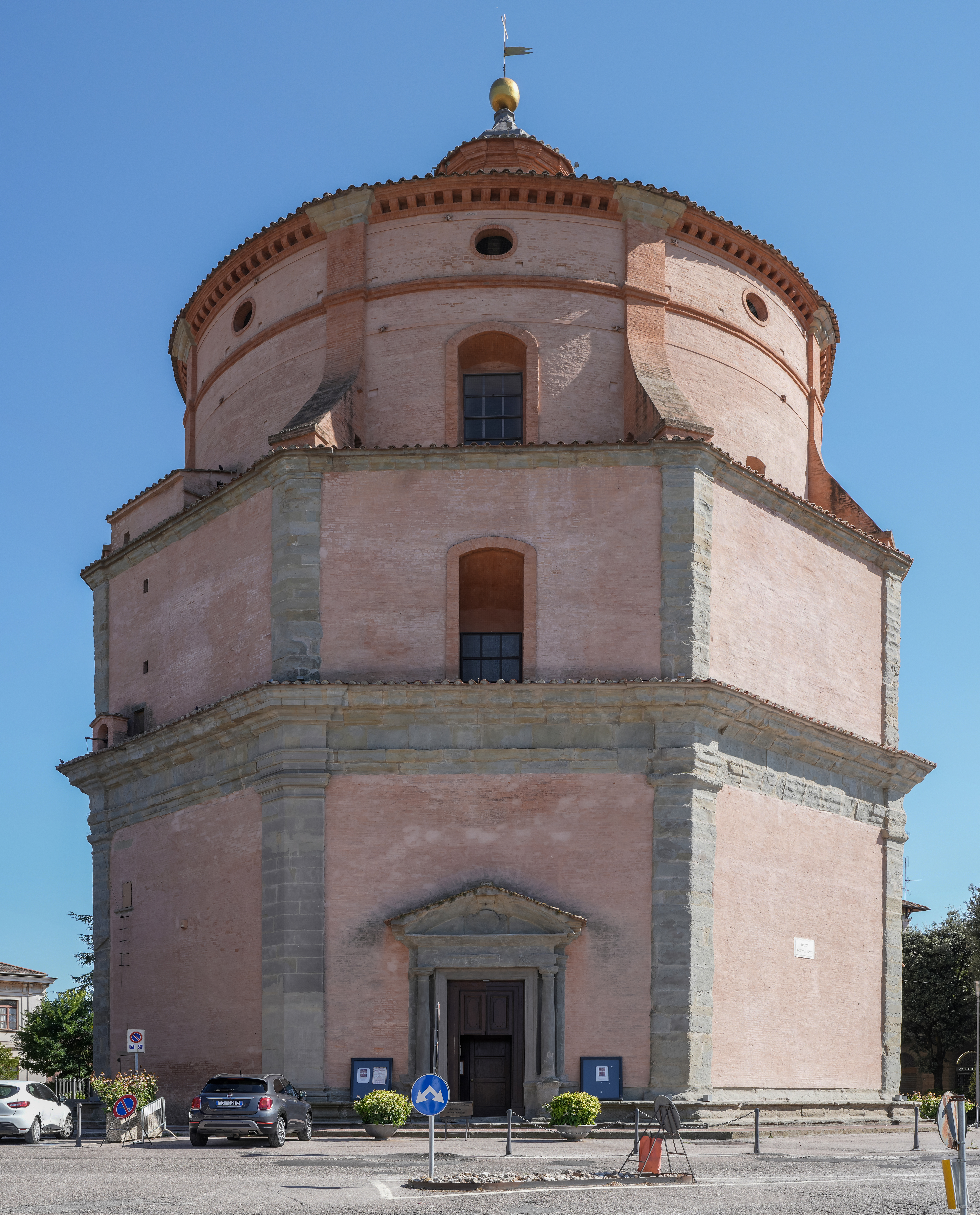
La chiesa di Santa Maria della Reggia di Umbertide.

La chiesa di Santa Maria della Reggia, comunemente chiamata collegiata, è una delle chiese più importanti di Umbertide, in provincia di Perugia. È situata in piazza Mazzini, nel centro del paese.

## Storia
Eretta alla seconda metà del XVI secolo dalla Compagnia di Santa Maria della Reggia di Fratta, comune che sarà chiamato Umbertide soltanto nel 1863 in omaggio al principe Umberto di Savoia, la sua prima fondazione «sembra sia connessa a un miracolo avvenuto il 14 settembre 1556, documentato da un manoscritto del 31 agosto 1728. (...) Il miracolo indusse il vescovo di Gubbio, Giacomo Salvelli, a mandare in visita pastorale il suo vicario Cesare Sperelli di Assisi. (...) Le offerte dei fedeli furono di tale entrata che i frattigiani decisero di erigere un tempio in onore della Vergine».
I lavori di costruzione iniziarono nel 1559 e si protrassero fino al 1663. I contribuenti alla costruzione dell'opera furono Galeazzo Alessi, Giulio Danti da Perugia, Francesco Lapparelli da Cortona, Bernardino Sermigni, Muzio Flori, Pietro Burelli e Filippo Fracassini da Umbertide. Nel 1614 avvenne una parziale modifica quando la cupola che dava segni di instabilità venne sostituita con quella attuale, più solida. Alla costruzione venne aggiunta, successivamente, la sagrestia, che venne poi distrutta da una bomba il 25 aprile 1944.
La consacrazione avvenne il 17 ottobre 1751 da parte di monsignor Giacomo Cingari, vescovo di Gubbio.
Nel marzo 2013 sono iniziati i lavori di restaurazione della chiesa che si sono conclusi nel settembre 2014.
Ogni 8 settembre nella chiesa si festeggia il santo patrono di Umbertide, ovvero la Madonna della Reggia.

## Descrizione
La struttura ottagonale è alta 40 metri per 22 metri di diametro interno. All'interno sono presenti delle colonne di 9 metri.